# Макгафін
Макгафін — об'єкт, важливий для розвитку сюжету твору й для пояснення мотивації дій персонажів, конкретна природа якого не є критично важливою для розповіді та може бути замінена без втрати сенсу історії.
Використання макгафіну широко розповсюджене в кіно, літературі тощо.
Термін запровадив у 1939 році Альфред Хічкок у публічній лекції. За Хічкоком у шпигунських фільмах макгафін, зазвичай, якісь документи, у фільмах про шахраїв чи злодіїв — намисто.
Наприклад, у фільмі «Діамантова рука» діаманти використовуються тільки для того, щоб зав'язати сюжет. Не з'ясовується, як проводилася контрабандистська операція, чи вигідно було ввозити діаманти в СРСР і отримувати від держави четверту частину, як розраховувалися із закордонними партнерами. Однак, у фільмі розповідається зовсім про інше, тому глядач практично ніколи не задає собі таких запитань. Аналогічним чином, скарб, який шукає великий комбінатор у «12 стільцях» теж служить тільки для зав'язки сюжету, тож є макгафіном.